# 金魚台輪
金魚台輪（きんぎょだいわ）は新潟県新発田市に昔から伝わる郷土玩具である。灯りを燈して楽しむ玩具（灯玩）である。

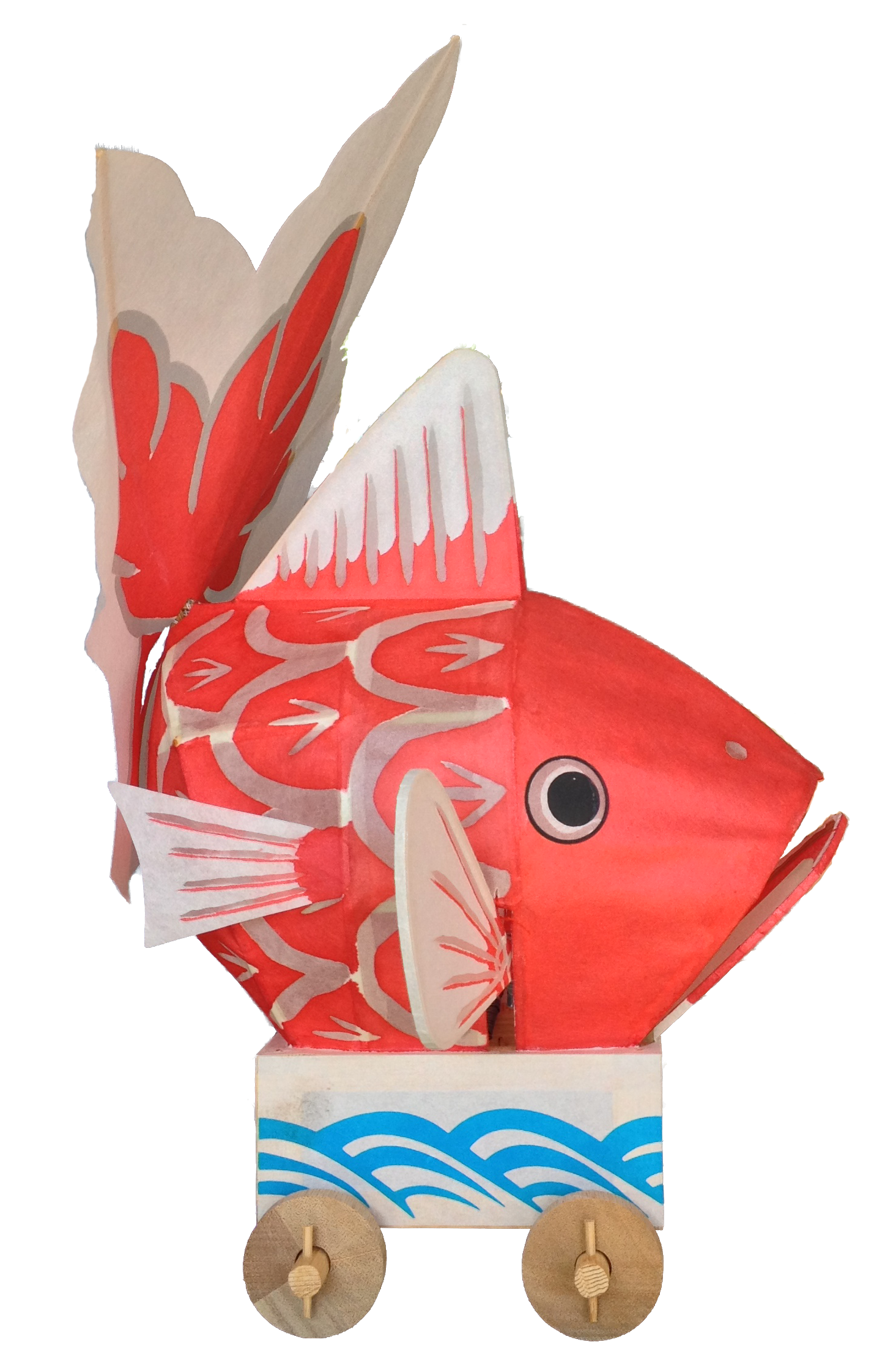
金魚台輪の側面図

## 概要
新発田藩藩主溝口氏お抱えの笛師を祖先に持つ竹細工師、矢代周平が考え出した玩具と伝えられている。上部に金魚の形をしたぼんぼりが乗った小さな曳き車であり、お盆近くになると子供達がぼんぼりの中にロウソクを灯し、夕暮れ時に曳き回して遊んでいた。

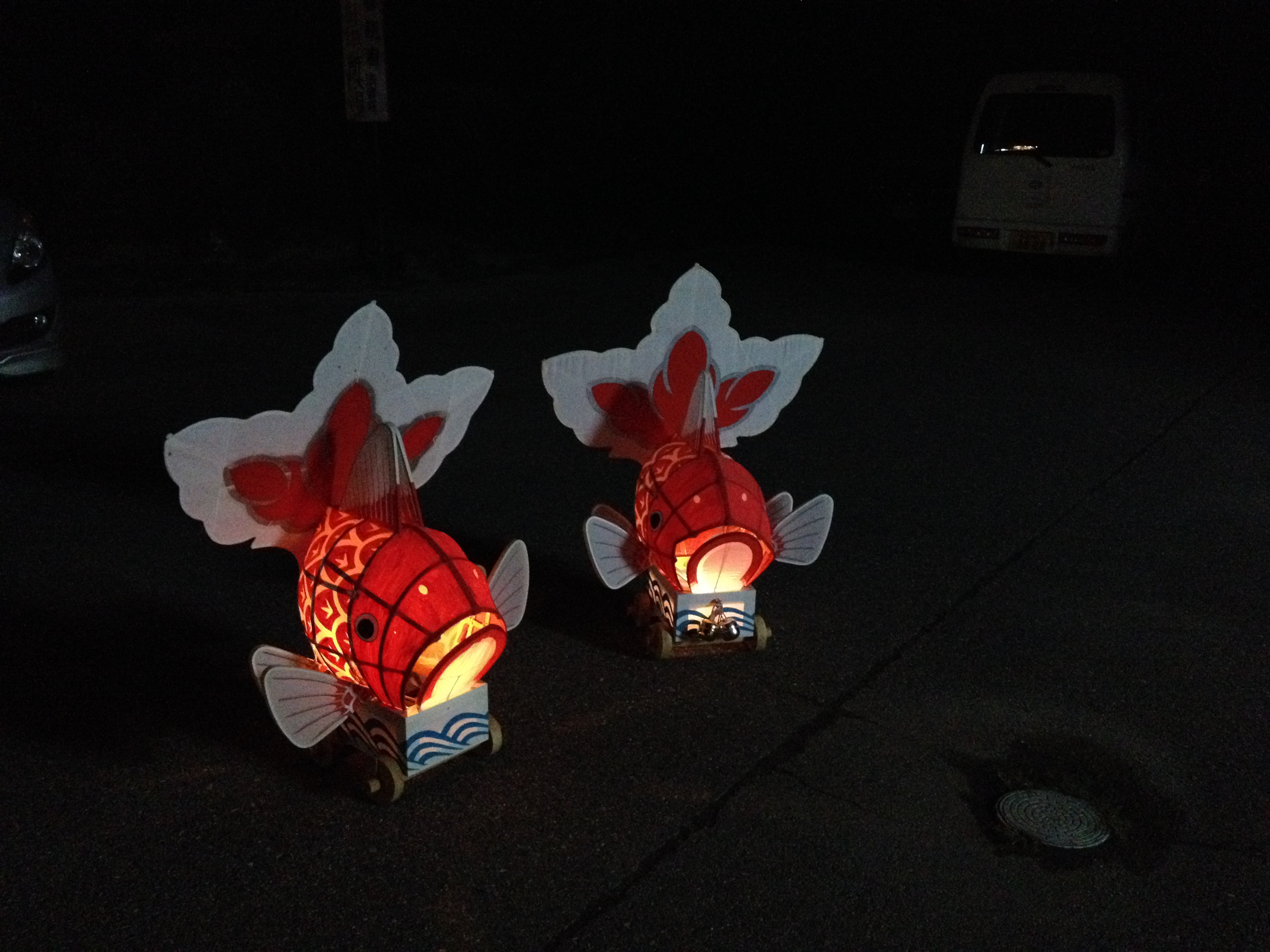
宵に灯した金魚台輪

現在は新発田まつりに各町内で大型の金魚台輪である山車を子供達が引き回すパレードの他、お祭りのパレードで大型トラックほどの大きさの、電飾や蒸気を吹く等の装飾をされた金魚台輪パレードが催されている。

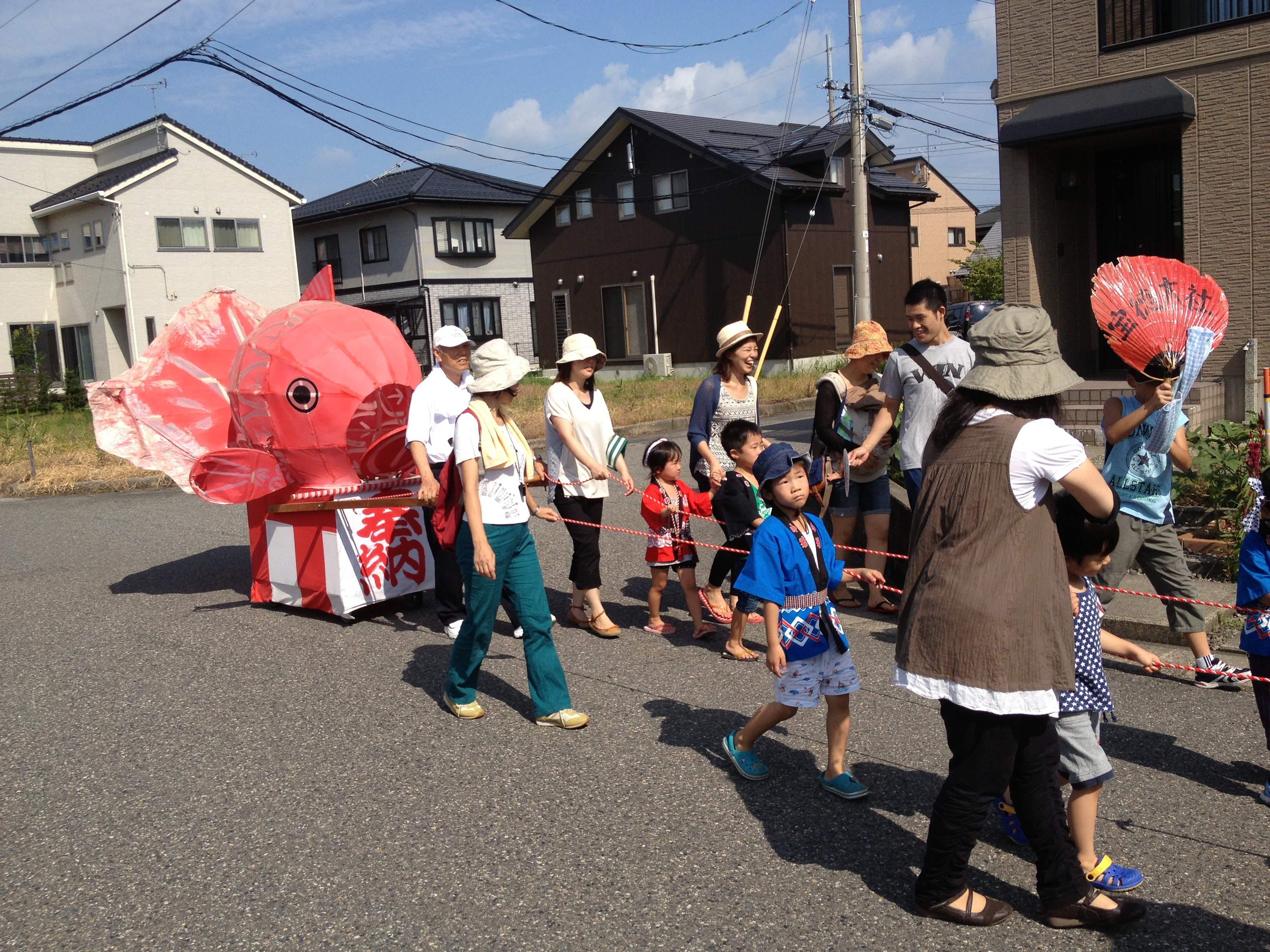
夏祭りの金魚台輪。50を超える町内でそれぞれ子どもたちが曳き回す。

新潟県内には他にも魚をあしらった玩灯やぼんぼりがいくつかあるが、新発田のものが金魚であるのは当時の藩主が金魚好きであったからという説がある。また車といわずに台輪とよぶのは新発田だけである。例年行事として、新発田祭りで子供達が連れ歩く光景がある。

## 参考資料
『にいがたの郷土玩具』川口栄三著　